# 张永利 (1965年)
张永利（1965年4月—），河北遵化人，汉族，中国共产党党员。中华人民共和国政治人物、第十三届全国人民代表大会青海省代表。

## 生平
2018年，张永利被选为青海省出席第十三届全国人民代表大会代表。